# Теодор Магнус Фріс
Теодор Магнус Фріс (швед. Theodor Magnus Fries; 28 жовтня 1832 — 29 березня 1913) — шведський ботанік та ліхенолог, біограф Карла Ліннея, старший син «батька мікології» Еліаса Магнуса Фріса.

## Біографія
Теодор Магнус Фріс народився 28 жовтня 1832 року у селі Фемше на території шведської провінції Смоланд. Він був першою дитиною у сім'ї Еліаса Магнуса Фріса (1794—1878) та Кристини Вісландер (1809—1862). Під впливом батька Теодор у 1851 році поступив на біологічний факультет Уппсальського університету. Починаючи з 1853 року Теодор Магнус працював у Ботанічному саду та музеї Уппсальського університету. У 1857 році він отримав ступінь доктора наук з ботаніки за його роботи по ліхенології. У 1862 році Теодор Фріс отримав посаду ад'юнкт-професора ботаніки. У 1865 році його обрали членом Шведської королівської академії наук, у 1877 році став професором ботаніки та прикладної економіки в Уппсалі. З червня 1893 до 1899 Теодор Магнус був ректором Уппсальського університету. Теодор Магнус Фріс помер 29 березня 1913 року в Уппсалі. Він був одружений, двоє з його дев'яти дітей стали професорами ботаніки — Роберт Еліас Фріс (1876—1966) та Торе Хрістіан Еліас Фріс (1886—1930).

## Окремі публікації
- Fries, Th.M. (1858). Monographia Stereocaulorum et Pilophororum. 76 p.
- Fries, Th.M. (1860). Lichenes arctoi. 298 p.
- Fries, Th.M. (1861). Genera heterolichenum europaea recognita. 116 p.
- Fries, Th.M. (1871—1874). Lichenographia scandinavica. 2 pars, 639 p.